# دستي دريك
دستي دريك (بالإنجليزية: Dusty Drake)‏ هو مغن مؤلف أمريكي، ولد في 23 فبراير 1964.

## وصلات خارجية
- دستي دريك على موقع ميوزك برينز (الإنجليزية)